# Rychlé občerstvení

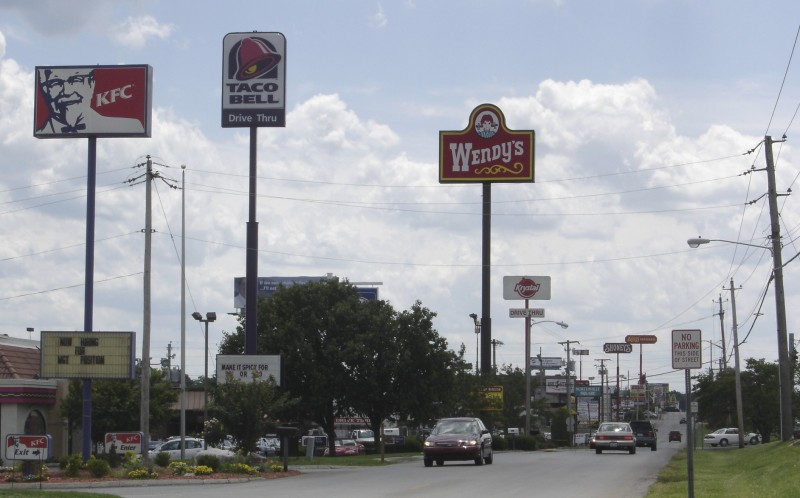
Několik restaurací rychlého občerstvení ve městě Bowling Green v americkém státě Kentucky.

Rychlé občerstvení (též fast food podle originálního pojmenování v angličtině) je druh veřejného stravování, založený na rychlém výběru, prodeji a konzumaci stravy. Provozovny rychlého občerstvení dosahují zvýšené rychlosti obsluhy tím, že umožňují zákazníkům získání potravy s minimálním přerušením jiných činností (stravování při cestě do práce nebo z práce, nezřídka prodej přímo do auta), a zvýšené rychlosti konzumace tím, že úpravou jídla a jeho balením podporují konzumaci vestoje nebo za pohybu.

## Dějiny rychlého občerstvení
Ačkoliv rychlé občerstvení je obvykle pokládáno za výdobytek moderní doby, respektive 20. století, písemné prameny i archeologické nálezy (např. malby) dokládají, že pouliční zařízení pro přípravu poživatin k okamžité konzumaci existovala již v nejstarších kulturách ve Středomoří, na Blízkém i Dálném východě, tedy prakticky všude, kde se vyvinula sídla městského typu, s vysokou diferenciací způsobu obživy u obyvatelstva.
Moderní jev rychlého občerstvení vznikl v Kalifornii, těsně před druhou světovou válkou. Richard a Maurice McDonaldovi, kteří řídili drive-in burger (restaurace, kde se jede autem k okýnku a jste obslouženi v autě) poblíž Los Angeles, byli unaveni z neustálého mytí příborů a nádobí, a proto se rozhodli vymyslet systém, při kterém by se zákazníci mohli obsluhovat sami a omezit menu na položky, které by mohly být připraveny i nekvalifikovanými kuchaři a následně zkonzumovány zákazníkem bez použití nádobí a příborů.
Specifickým segmentem rychlého občerstvení jsou tzv. convenience potraviny. Jsou populární pro snadnou dostupnost, minimální požadavky na přípravu a možnost rychlé konzumace přímo na pracovišti.

#### Audiovizuální dokumenty
- (anglicky)McLibel, režie Ken Loach a Franny Armstrong, 82 minut